# یواس‌اس سینسینتی (سی‌ال-۶)
یواس‌اس سینسینتی (سی‌ال-۶) (به انگلیسی: USS Cincinnati (CL-6)) یک کشتی بود که طول آن ۵۵۵ فوت ۶ اینچ (۱۶۹٫۳۲ متر) بود. این کشتی در سال ۱۹۲۱ ساخته شد.